# Kimberly van de Berkt
Kimberly Adriana (Kim) van de Berkt (Hilversum, 5 oktober 1981) is een Nederlandse radiopresentator. Ze is de dochter van platenbaas Anton van de Berkt (pseudoniem Tony Berk).

## Carrière
In haar jonge jaren zong ze in het kinderkoor Ministars.
Tijdens haar hbo-studie communicatie liep Van de Berkt in 2000 korte tijd stage bij Radio 538. Rick van Velthuysen vroeg haar aan het einde van haar stageperiode om sidekick te worden in zijn programma WeekendRick op diezelfde zender. Over haar identiteit werd in het programma geheimzinnig gedaan. Haar achternaam werd niet genoemd en ze werd doorgaans met "Kim" aangesproken. Ze kreeg hier het imago van een blondje met grote borsten, terwijl ze in werkelijkheid een brunette is. 
Op 1 juli 2003 stapte Van de Berkt over naar Noordzee FM om als sidekick van Gordon bij het ochtendprogramma Goedemorgen Gordon te gaan werken. In juli 2005 kwam een eind aan deze werkzaamheden toen het programma van de zender verdween, omdat Noordzee FM ging veranderen in Qmusic.
Vervolgens deed Van de Berkt korte de nabewerking voor de Nederlandse dramaserie Gooische Vrouwen.
In oktober 2005 keerde Van de Berkt terug bij Radio 538 als sidekick bij de middagshow ruuddewild.nl. Eerst als invaller en niet veel later vast. Vanaf augustus 2006 presenteerde ze tevens op zondagmiddag samen met Barry Paf het datingprogramma Barry's Sundate. In augustus 2007 vertrok De Wild bij 538, maar ze bleef sidekick bij de middagshow die voortaan werd gepresenteerd door Lindo Duvall. Dit bleef ze doen tot juni 2008.
Daarna werkte ze, naast Barry's Sundate, mee aan het programma Jeroen Afternoon en het avondprogramma van Frank Dane.
Eind december 2009 stopte ze met al deze werkzaamheden. Vanaf januari 2010 presenteerde ze samen met Martijn Muijs het eerste blok van 53N8CLUB op werkdagen van middernacht tot 3 uur. Vanaf juni 2011 presenteerde ze de nacht van zondag op maandag alleen.
Op 10 augustus 2012 maakte Kimberly bekend te stoppen met de 53N8CLUB als sidekick, ze bleef wel de maandag presenteren. Op 7 januari 2013 maakte ze haar laatste uitzending op 538.
Van 2011 t/m 2021 was Van de Berkt de vrouwelijke stem (station-voice) van Radio 538. Ook presenteerde ze enige tijd de Top 538 op TV 538.
Van 2012 t/m 2018 volgde Van de Berkt een studie kunstgeschiedenis en is mede-eigenaar van een bedrijf dat zich inzet om werken van kunstenaars onder de aandacht te brengen.
Op 21 maart 2019 lanceerde Van de Berkt samen met Froukje de Both een nieuw platform voor vrouwen onder de naam Kees!. Hiermee willen zij de zeepbel van perfectie, die zo vaak in de media wordt getoond, doorprikken.